# 罗伯特·谢克里
罗伯特·谢克里（Robert Sheckley，1928年7月16日—2005年12月9日），美国科幻作家。作品以短篇见长，以机智幽默著称。